# آرثر هربرت كوبلاند
آرثر هربرت كوبلاند (بالإنجليزية: Arthur Herbert Copeland)‏ هو أستاذ جامعي ورياضياتي أمريكي، ولد في 22 يونيو 1898 في روتشستر في الولايات المتحدة، وتوفي في 6 يوليو 1970 في ميشيغان في الولايات المتحدة.